# John Leslie (Physiker)

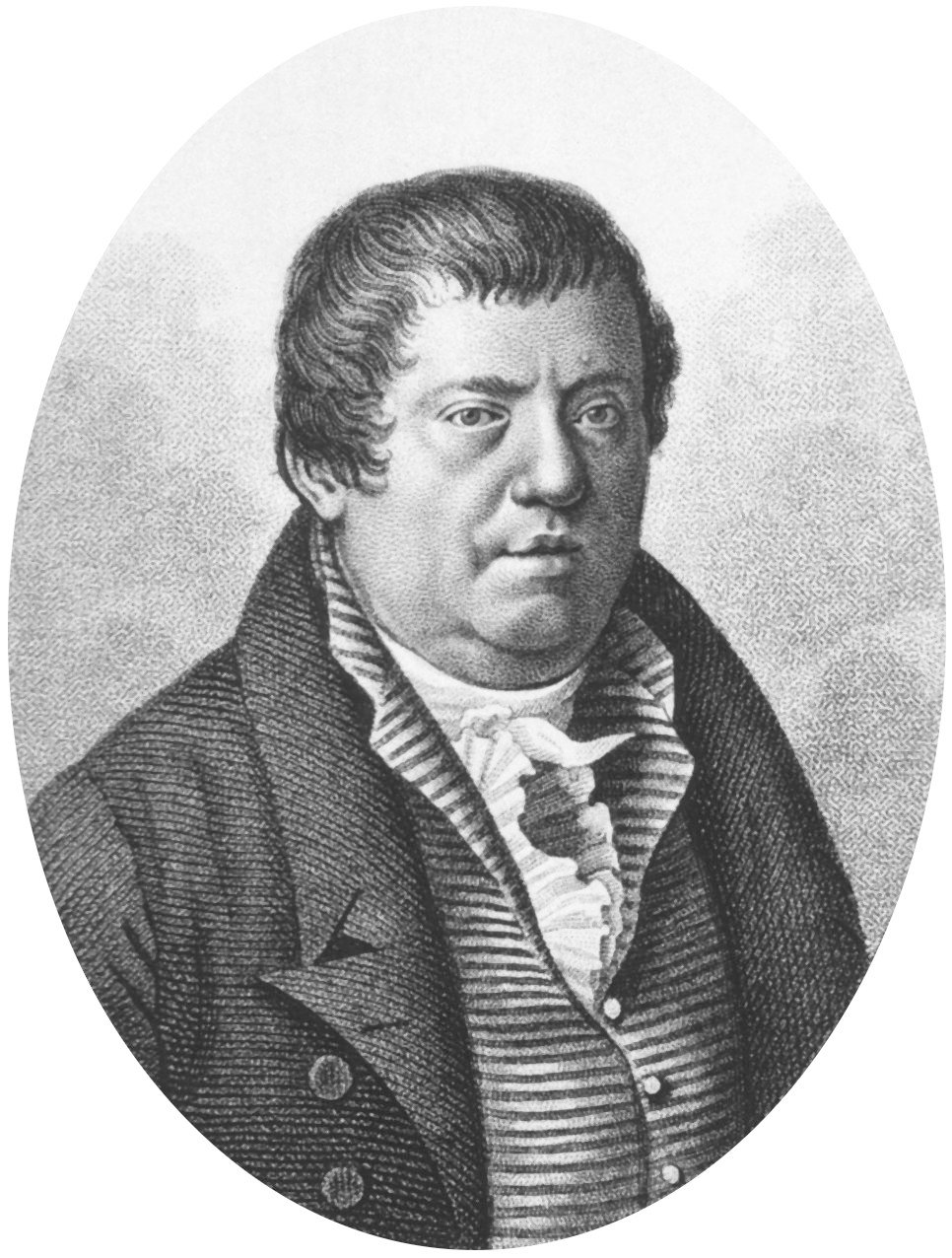
John Leslie

Sir John Leslie (* 10. April 1766 in Largo, Fife; † 3. November 1832 auf seinem Landsitz in der Nähe von Largo) war ein schottischer Mathematiker und Physiker, bekannt geworden durch seine Untersuchungen zur Wärmeübertragung und zum Wärmestrom.

## Leben
Leslie arbeitete zunächst als Hauslehrer. 1805 wurde Leslie Mathematikprofessor an der University of Edinburgh. 1819 wechselte er zur naturphilosophischen Fakultät.

## Werk
1804 experimentierte er mit der Wärmeübertragung von Objekten. Hierzu entwarf er ein würfelförmiges Gefäß, welches mit kochendem Wasser gefüllt war. Eine Seitenfläche des Würfels war aus poliertem Metall, zwei aus ungeschliffenem Metall und eine Seite war schwarz gestrichen. Er konnte nachweisen, dass die schwarze Oberfläche den Wärmestrom am besten leitet. Diese Apparatur ist auch unter dem Namen „Leslies Würfel“ bekannt.
1810 gelang es ihm als erstem, künstlich Eis zu produzieren. Er hatte eine Absorptionskälteanlage mit dem Stoffpaar Wasser und Schwefelsäure entwickelt.
1820 beschrieb er als erster den Zusammenhang zwischen Wind, Wärme und Dichte, welche für die Schichtung in Seen verantwortlich sind, und wurde als Anerkennung für seine Leistungen 1832 zum Knight Bachelor sowie zum Knight des Royal Guelphic Orders (KH) geschlagen. 1807 wurde er Mitglied (Fellow) der Royal Society of Edinburgh. Am 30. Oktober 1820 wurde er korrespondierendes Mitglied der Académie des sciences in Paris.
Zu seinen Schülern gehörte u. a. John James Waterston.

## Schriften
- An Experimental Inquiry into the Nature and Propagation of Heat. 1804
- Elements of geometry, geometrical analysis and plane trigonometry. 1809
- A short account of experiments and instruments, depending on the relation of air to heat and moisture. Edinburgh 1813.

Deutsche Übersetzung von Heinrich Wilhelm Brandes: Kurzer Bericht von Versuchen und Instrumenten, die sich auf das Verhalten der Luft zu Wärme und Feuchtigkeit beziehen. Leipzig: Kummer, 1823.
- The Philosophy of Arithmetic. Edinburgh 1820.
- Elements of natural philosophy. 1823